# Palpomyia magna
Palpomyia magna är en tvåvingeart som beskrevs av Tokunaga 1966. Palpomyia magna ingår i släktet Palpomyia och familjen svidknott. Inga underarter finns listade i Catalogue of Life.